# PSX
PSX（ピーエスエックス）は、ソニー株式会社が2003年12月13日から2005年にかけて販売していた、ハードディスク搭載DVDレコーダー（ハイブリッド・レコーダー）。
ハイブリッド・レコーダーにPlayStation 2としての機能を併せ持つのが特徴で、後のソニー関連製品で広く採用された「クロスメディアバー」を最初に導入した製品としても知られる。

## 概要
ソニーはPSXを「ハードディスクが搭載されたハイブリッド（HDD・DVD）レコーダー」としているが、基本的な部品はPlayStation 2で使われているものを流用しており、まさに「録画ができるプレステ」であった。なお、本機はPlayStation 2を展開するソニー子会社ソニー・コンピュータエンタテインメント（現ソニー・インタラクティブエンタテインメント）の発売製品ではない。発売当初からATRAC3に対応していた。
2003年12月13日に、250GB HDD搭載の「DESR-7000（希望小売価格99,800円）」、160GB HDD搭載の「DESR-5000（同79,800円）」が発売された。この希望小売価格は当時主流であった地上アナログチューナーのみ内蔵のDVDレコーダー（HDD無し）のエントリーモデルと同水準であった。
2004年9月ごろにDESR-5100（2代目）の実勢価格が当時のハイブリッドレコーダーでは珍しい4万円台にまで下がったことがネット掲示板などで話題となり、多少は販売台数が伸びた。発売から半年後に家電量販店などではDVDレコーダーの月間売上1位を獲得し、HDD・DVDレコーダーの普及に役立ったと言われる。
2005年2月、PSXのWebページ上で2004年12月に発売されたばかりの新機種の生産完了が告知された。翌3月には一貫してPSXプロジェクトを推進してきた久夛良木健副社長が辞任。また、PlayStation Portableとの連係機能は機能を改良して、2005年11月に発売されたスゴ録に搭載された。さらに、PSX開発陣をスゴ録開発陣が吸収しソニーはスゴ録（2007年以降はBDZシリーズ）を発売している。
2013年10月に全機種修理の受付を終了。

## ハードウェア

### XMB
メニュー画面にクロスバーと言われる横列の機能別メニューと縦列の項目ボタンを交差させて機能選択する、新感覚のGUI「クロスメディアバー（XMB）」を導入した最初の機種でもある。録画データをはじめとするコンテンツのサムネイルを高速で縦横にスクロールさせる処理は、2003年当時のハイブリッドレコーダーのグラフィック性能では負荷が高いものであり、これを実現するためにPlayStation 2のグラフィック処理能力を応用している。
CMもこの機能を強調する仕様であり、「ヨコタテピ」という言葉をひたすら連呼するものであった。
その後、XMBはPlayStation Portable・VAIO（Do VAIO・VAIO Media）・PlayStation 3・ソニー・エリクソン・モバイルコミュニケーションズ（現ソニーモバイルコミュニケーションズ）製携帯電話やブラビア・BDレコーダーにも続々と採用されるようになり、2000年代中期～後期のソニー製AV家電製品のスタンダードなGUIとなっていった。

### レコーダー機能
発売された2003年-2004年時点ではデジタルチューナーが幾分高価格であったため、地上波・BS（DESR5000、5100以降は7500,7700番台のみ）アナログチューナーのみ搭載された（PSX以外のハイブリッドレコーダーで地上波デジタルチューナーが搭載された機種が発売されるのは2004年に入ってからであり、先陣を切ったスゴ録やDIGAでは実勢価格が10万円を上回る上位モデルとして発売されていた）。また、先に発売されていたHDD（単体）レコーダー「cocoon」や「スゴ録」と同じくGガイドによるEPGが搭載されている。
メモリースティックスロット（ドライブ）が搭載されており、メモリースティックに保存されたJPEG方式などの画像やATRACオーディオのファイルをスライドショー形式で再生することができる。この部分は2004年以降のスゴ録やBDZシリーズの一部機種と、PlayStation 3の本体機能にも反映されている。更に2004年のアップデートで、PSXのHDD上の録画番組（デジタルチューナーからのダビングによるコピーワンス付きを除く）をメモリースティックにコピーし、PlayStation Portable等で再生できる機能も追加された。これはBDZシリーズの「おまかせ転送機能」や、PlayStation 3の地上波デジタル放送視聴キット「torne」の機能に踏襲された。
デジタル放送の録画は、デジタルチューナー（デッキ単体・内蔵テレビ）とRCA端子（S端子含む）でコンポジット（アナログ）接続し、出力された標準画質を内蔵HDDへムーブする方法しか無かった。コピーワンスのためCPRM非対応の初代機種ではこのムーブは不可である。
2011年7月に地上波アナログ放送とBSアナログ放送の停波を迎えたため、デジアナ変換されていない住宅では本機単体でのテレビ放送の録画が不可能となるため注意が必要である。

### PlayStation 2機能
PlayStationおよびPlayStation 2の規格のソフトがプレイ可能である。HDD空き容量の40GBをゲーム側へ割り当て、内蔵のイーサネットポートを使用することでPlayStation BB Unitと同等の機能を持たせることもできる（ただし、DESR-5500・7500モデル以降PlayStation BB Navigator非対応となった）。
PlayStation 2と比較すると、コントローラポートは背面にあるため、コントローラは4メートルほどのケーブルが付いた専用のものかサードパーティ製の延長ケーブルを使う必要があること、USBポートが1つしかない、メモリースティック用スロットがある、メモリーカード差込口の形状から来る物理的な制限のため、PocketStationに非対応などの相違がある。また、PSX本体はデジタル放送に対応していないため、双方向放送やDLNAにも非対応となるが、LAN端子が搭載されている。これはかつて本体のアップデートを行う時か、PlayStation 2用ソフトでPlayStation BBに対応・非対応両方を含めたオンラインプレイを行う時にのみ使用するものであるため、ほとんどのユーザーには需要がないものであった。音楽の再生時には、DESR-5500/7500モデル以降でのみDJBOXを模したビジュアライザーが起動できる。

### バージョンアップについて
10年間にわたって継続されてきたPSX アップデート（アップグレード）ディスクの配付も2014年2月28日をもって、完全終了する事がSONY公式ホームページで発表された。

#### 「DESR-5000」と「DESR-7000」
- 2004年2月10日
  - HDDからDVDへのダビング速度が最大24倍速に向上
  - 音楽フォーマットMP3対応
  - 延長録画時の再延長設定が可能
  - フラッシュ機能（15秒前後早送り/早戻しできる。）
  - 早送り、早戻しの30倍速に対応（このアップデートまで早送り/早戻し機能は2/10/120の3段階）
  - ビデオタイトルソート機能
  - タイトル入力時のUSBキーボード対応
  - その他、不具合の修正
- 2004年3月31日
  - DVD+RWの録画・再生
  - サイバーショットのGIF形式静止画、動画フォーマットの再生・取り込み
  - 1.3倍速の早見再生
  - 二カ国語音声録画
  - 市販DVDソフトの30倍速早送り/早戻し
  - 番組表上での予約修正の対応
  - CD-Rからサイバーショットの静止画・動画の再生・取り込み
  - CD-R上のMP3認識可能曲数が99曲/1フォルダに増加
  - 静止画スライドショー再生時に途中で停止する点の修正
- 2004年7月1日
  - PSXの新機種発売。ハードウェア的には何も変更がないが、GUI関係が一新されている。またそれに伴い、旧機種ユーザー向けに、7月15日より第3回目のアップデートが行われる予定であったが、7月12日に8月3日へ延期されることが発表された。
  - 新機種の発表と、旧機種のアップデートの情報は、6月中旬に行われたが、この数日後から、携帯電話に「PSX「DESR-5100（限定シルバー）」をプレゼント」すると騙ったチェーンメールが流れ、ソニーおよびグループ各社が対応に追われた。
- 2004年8月3日
  - グラフィカルなDVDタイトルメニューの作成機能
  - DVDへの追記ダビング機能
  - 録画モード変更機能
  - チャプター編集機能
  - PlayStation BBに対応（ただし閲覧のみでコンテンツ内の動画、ゲーム等のダウンロードには対応しない）

#### 「DESR-5500」と「DESR-7500」
- 2005年5月17日
  - PlayStation Portableで再生できるメモリースティックビデオフォーマット（MPEG-4/AACステレオ）の変換機能を加えられた（ソフトウェアでの変換であり、録画時間の4～5倍変換に時間がかかり、エンコード中は他の操作ができない）。

### PlayStation 2との相違点
基本的にPlayStation 2と共通だが、ハードウェアも含めて以下の点が異なる。
- キャンセルボタンについては戻るまたは中止をどちらか表示。
- 決定ボタンについては「決定/ 決定」または「決定/ 変更」をどちらか表示、テレビのリモコンの「決定」が付いている。
- 「本体情報」（厚型）・「本体情報」（薄型）・「詳細設定」・「オプション」から「オプション」に固定されている。
- 「PocketStation」は対応していない。
- DUALSHOCK 2の型式が「SCPH-10010」から「DESR-10」に変更。コードは白。
- EXPANSION BAYが設置しておらず、PlayStation BB Unit（EXPANSION BAYタイプ）は使用できない。

## 仕様
- CPUおよび描画プロセッサー：90nm Emotion Engine + Graphics Synthesizer
- 記録可能メディア：HDD、DVD-R、DVD-RW、DVD+R、DVD+RW
- 再生可能メディア：DVD-VIDEO、DVD-R、DVD-RW、DVD+R、DVD+RW、音楽CD、CD-R、メモリースティック、PlayStation規格CD-ROM、PlayStation 2規格CD-ROM/DVD-ROM
- 高画質・高音質化回路：
  - 3次元Y/C分離
  - ビデオD/Aコンバーター（12ビット 108MHz）
  - ゴーストリダクションチューナー
  - オーディオD/Aコンバーター
- 入出力端子：
  - D端子出力 (D1/D2) ×1
  - コンポジット映像/S映像 (S1) /ステレオ音声 出力端子×1、
  - コンポジット映像/S映像/ステレオ音声 入力端子×1、
  - 光デジタル音声出力（S/PDIF）×1
  - 100BASE-TX ×1
  - USB (Ver. 1.1) 端子×1
  - メモリースティック挿入口×1
  - PlayStation, PlayStation 2用メモリーカード差込口×2
  - コントローラ端子×2
- 大きさ：312×88×323mm（幅×高さ×奥行）

## バリエーション
「DESR-5000 (160GB)」「DESR-7000 (250GB)」
2003年12月13日に発売された最初のモデル。リモコンの型番はRMT-P001
「DESR-5100 (160GB)」「DESR-7100 (250GB)」
2004年7月1日発売。DESR-5100については、台数限定でシルバーモデルも用意された。ハードウェアの変更はない。またアンテナの分配器が付属するようになった。リモコンの型番はRMT-P001
「DESR-5500 (160GB)」「DESR-7500 (250GB)」
2004年12月10日発売。大幅にソフトウェアとハードウェアが変更された。従来はHDDの容量の違いのみだったが、上位モデルのDESR-7500だけGRT（ゴーストリダクションチューナー）、BSアナログチューナー、DV端子を搭載し、デジタルビデオカメラの映像取込・編集が行える（ただし、GRT、BSアナログチューナーは下位機種のDESR-5000・7000・5100・7100にも搭載されている）。また、アンテナ線のスルー出力端子を搭載した。ソフトウェア方面は録画機能に「x-おまかせ・まる録」が追加され、同社のスゴ録などのおまかせ・まる録機能と同様になった。この機種よりDESR-5000・7000・5100・7100以外はPlayStation BB Navigatorに非対応となった。
「DESR-5700 (160GB)」「DESR-7700 (250GB)」
2005年4月15日発売。前機種からの違いは、録画した番組をPlayStation Portableで再生できるビデオフォーマット（MPEG-4/AACステレオ）に変換できること。リモコンの型番はRMT-P002J